# The Chieftains 3
The Chieftains 3 es el tercero álbum publicado por el grupo musical irlandés The Chieftains en 1971.

## Listado de canciones
1. Strike The Gay Harp/Tiarna Maigheó (Lord Mayo)/The Lady on the Island/The Sailor on the Rock - 6:22
2. Sonny's Mazurka/Tommy Hunt's Jig - 3:12
3. Eibhli Gheal Chiúin Ni Chearbhaill (Bright Quiet Eily O'Carroll)/Delahunty's Hornpipe - 3:55
4. The Hunter's Purse - 1:43
5. March of the King of Laois or Ruairí Óg Ó Mordha - 3:02
6. Carolan's Concerto or Mrs Poer - 2:51
7. Tom Billy's Reel/The Road to Lisdoonvarna/The Merry Sisters - 4:56
8. An Ghaoth Aneas (The South Wind) - 2:50
9. Tiarna Isne Chaoin (Lord Inchiquin) - 3:42
10. The Trip to Sligo - 3:43
11. An Raibh Tú ag an gCarraig? (Were You At The Rock?) - 2:20
12. John Kelly's Slide/Merrily kiss the Quaker/Denis Murphy's Slide - 3:27

## Créditos
- Paddy Moloney – uilleann pipes, tin whistle
- Michael Tubridy – flauta, concertina, tin whistle
- Seán Potts – tin whistle
- Martin Fay – fiddle (es un violín adaptado a la música folk)
- Seán Keane  – fiddle (es un violín adaptado a la música folk)
- Peadar Mercier – bodhrán y huesos
- Pat Kilduff (lilting on "The Hunter's Purse" and "Merrily Kiss The Quaker") (músico invitado)